# Club Atlético Independiente de La Chorrera
Der Club Atlético Independiente de La Chorrera ist ein panamaischer Fußballklub mit Sitz in der Stadt La Chorrera.

## Geschichte
Der Klub wurde im Jahr 1982 gegründet. Seine Geschichte begann in den lokalen Ligen der Umgebung und erreichte später auch überregionale Spielklassen. Im Jahr 1994 gewann der Klub die Distrikt-Meisterschaft und erreichte die Endrunde, wodurch der Aufstieg in die damalige zweite Spielklasse des Landes gelang. Dieser Herausforderung war man nicht gewachsen und musste schnell wieder absteigen.
Nach einem internen Neuanfang gelang 1998 der nächste Gewinn der Distrikt-Meisterschaft, ohne jedoch den Aufstieg zu schaffen. Nach einer Ligareform in der Region von La Chorrera gelang es der Mannschaft mit dem Gewinn der drittklassigen Copa Rommel Fernández im September 1999 der Aufstieg in die zweite Liga. Hier erreichte das Team in der ersten Saison ein Platz im Mittelfeld. Man baute eine junge Mannschaft auf und hielt in den folgenden Jahren die Klasse. Eine erste Chance zum Aufstieg in die ANAPROF hatte der Klub in der Apertura 2002, wo er es als Sieger seiner Gruppe bis ins Finale schaffte, dort jedoch dem CD Pan de Azúcar unterlag. In der darauffolgende Clausura hatte man mit dem Fehlen von mehreren Stammspielern zu kämpfen und konnte die Klasse dennoch halten. Auch in den darauffolgenden Jahren erreichte man keine oberen Tabellenplätze. In der Saison 2008 hätte man eigentlich absteigen müssen. Eine Aufstockung der Liga sicherte den Verbleib.
Nach einem Wechsel im Management des Vereins wurde der Name ab 2009 kurzzeitig in Independiente Chorrera FC geändert. Nach einem erneuten Wechsel der Klubführung gelang nach der Clausura 2013 im Finalspiel der Aufstieg in die erste Liga. Im Mai 2015 konnte man am Clausura-Finale teilnehmen, wo man Árabe Unido unterlag. Mit neun Punkten in der Apertura zuvor erreichte der Klub in der Endwertung mit 35 Punkten den letzten Platz und musste absteigen.
Nach einem Sieg über den Costa del Este FC in der Clausura 2017 stieg man wieder in die oberste Spielklasse des Landes auf. Das Team errang durch den Gewinn der Clausura 2018, 2019 und 2020 den Titelhattrick.